# دانشگاه پوتسدام
دانشگاه پوتسدام (به آلمانی: Universität Potsdam) یک دانشگاه آلمانی در پوتسدام، براندنبورگ است. در سطح بین‌المللی برای دولت‌های عمومی و علوم سیاسی شناخته شده‌است.